# Apparitions mariales d'Itapiranga
Les apparitions d'Itapiranga sont de prétendues apparitions mariales qui se seraient déroulées depuis 1994, essentiellement dans la petite ville d'Itapiranga dans l’État d'Amazonas (Brésil). Elles ne sont pas reconnues par l'Église catholique.

## Description
Le témoin de ces apparitions est Edson Glauber, ainsi que sa mère Maria Do Carmo. Cette dévotion a été reconnue par l'évêque du lieu, Mgr Carillo Gritti, en 2009, et par la bénédiction par cet évêque de la première pierre du sanctuaire, le 2 mai 2010. Ces apparitions ne sont en revanche pas, pour l'instant, reconnues par l'Église catholique. Les apparitions se sont terminées avec la mort d'Edson Glauber le 25 mai 2021 à l'âge de 48 ans.

## Historique
De 1994 à 1999, la Vierge Marie, se désignant elle-même comme Marie, Reine du Rosaire et de la Paix, apparaîtrait à un jeune homme du nom de Edson Glauber. Apparaîtraient également, moins souvent, Jésus, saint Joseph et l'Archange saint Michel.
Le 31 janvier 2010, l’évêque du lieu, Mgr Carillo Gritti, publie un décret autorisant les pèlerinages et cultes publics pour invoquer la Vierge Marie sous le titre de Reine du Rosaire et de la Paix. Le but de ce décret est de "promouvoir la vie spirituelle du Peuple de Dieu qui vient […] pour honorer les apparitions de Notre-Dame qui ont suscité cette dévotion en ce lieu.". Mgr Carillo Gritti y précise que de plus amples investigations seront menées pour porter un jugement juste et équitable sur les événements survenus à Itapiranga.
Dans le cadre de la préparation des Journées mondiales de la jeunesse prévus au Brésil en 2013, le Vatican a envoyé le 25 septembre 2012 à Itapiranga la croix des JMJ et l'icône de Notre-Dame Salus Populi Romani, sur le lieu des apparitions.
Le 7 février 2017, la congrégation pour la Doctrine de la Foi sous le cardinal Gerhard Ludwig Müller a fait savoir qu'elle ne considérait pas ces apparitions d'origine surnaturelle ; ces dernières ne sont cependant pas non plus officiellement condamnées et les interdictions promulguées ne concerneraient que l'association locale et le culte local .
Le 18 avril 2017, la prélature d’Itacoatiara publie un communiqué  dans lequel elle annonce la « non reconnaissance de l’authenticité des apparitions », conformément à la position de la Congrégation pour la Doctrine de la Foi. Elle ordonne le silence sur les prétendues apparitions, demandant à ce qu’il n’en soit plus fait mention dans le culte et à ce que la divulgation des messages soit interrompue.
Le 2 décembre 2017, Mgr Sergio Eduardo Castriani, archevêque de Manaus, publie une lettre ouverte à l’attention de M. Edson Glauber et de l’association responsable du sanctuaire d’Itapiranga pour un rappel à l’obéissance aux autorités ecclésiales, dans l’attente d’une décision ultérieure sur les événements d’Itapiranga. Il leur est demandé de se rétracter quant à leur souhait de poursuivre l’Église en justice, faute de quoi tout dialogue au sujet des événements d’Itapiranga serait clos.
Le 8 novembre 2020, mort de Maria Do Carmo, la première voyante.
Le 25 mai 2021 Edson Glauber meurt d'un cancer après quatre opérations au cerveau.